# Vatsianá
Vatsianá, en grec moderne : Βατσιανά, est un village sur l'île de Gávdos, dans le dème du même nom, dans le district régional de La Canée, de la Crète, en Grèce. Selon le recensement de 2011, la population de Vatsianá compte 31 habitants. Situé sur la partie sud de l'île, il est implanté à une altitude de 240 m et, en ligne droite, à une distance de 108 km au sud-ouest de Héraklion.
Il s'agit de la localité la plus au sud de l'Europe.